# Rafał Hadziewicz

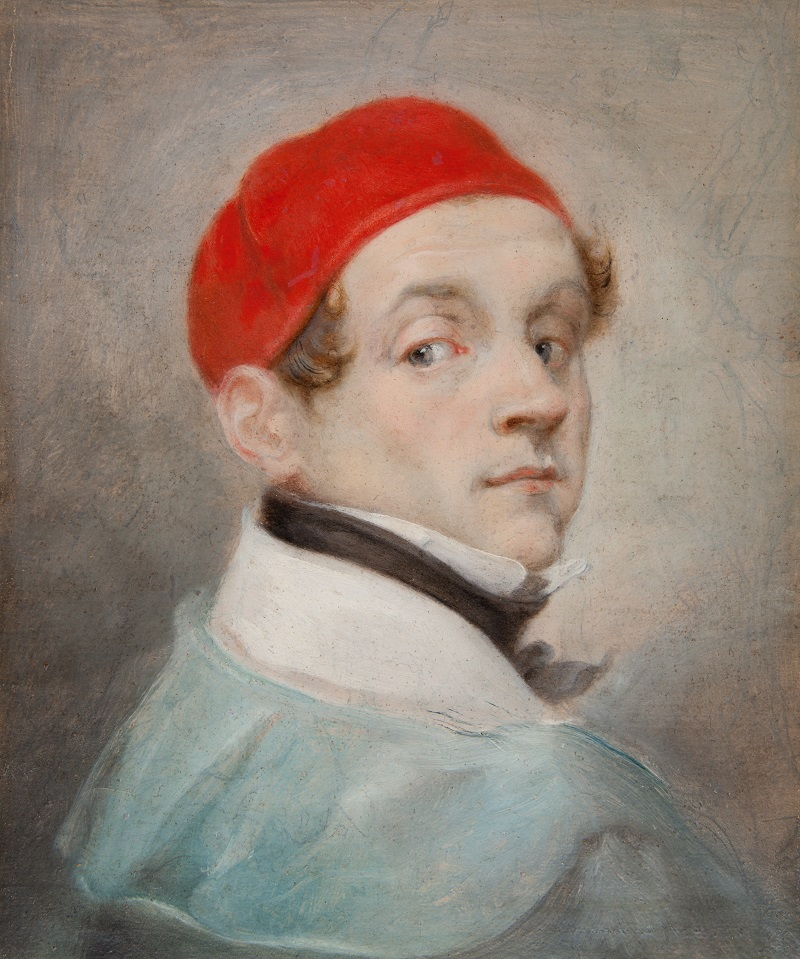
Autorretrato con gorra roja

Rafał Hadziewicz (13 de octubre de 1803, Zamch-7 de septiembre de 1883, Kielce) fue un pintor polaco; principalmente de obras religiosas y retratos, y un experto de cultura antigua. 

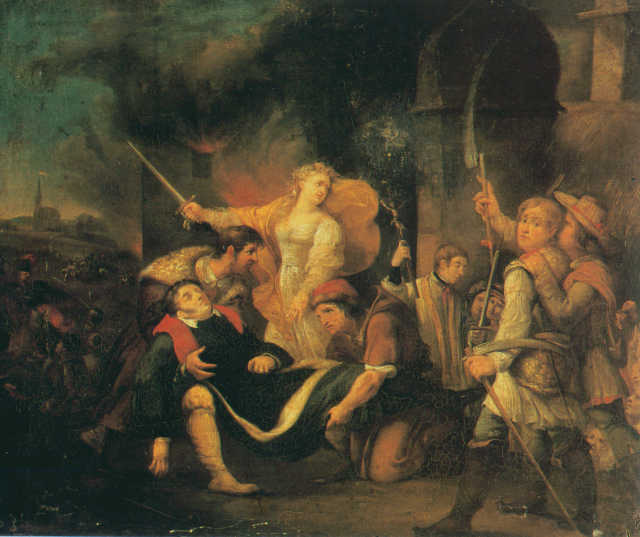
La muerte de Henryk Ignacy Kamieński

## Biografía
Fue al Liceo Real (antiguamente Academia Zamojski) en Szczebrzeszyn. Después ingreso a la Facultad de Bellas tes de la Universidad de Varsovia, donde estudió con Antoni Brodowski y Antoni Blank. Después de recibir una beca del "Ministerio de Educación Pública y Asuntos Religiosos" en 1829, pasó un corto tiempo en Dresde, y después fue a París, donde estudió en la École des Beaux-Arts bajo la tutela de Antoine-Jean Gros. En 1833, encontró una  vacante en los estudios de Bertel Thorvaldsen en Roma. Mientras estaba ahí, visitó todos los museos, haciendo copias de los viejos maestros, especialmente de Rafael.
En 1834 se mudó a Cracovia, donde pintó murales religiosos. Se casó ahí al año siguiente. Posteriormente, creó murales para iglesias en Medyka y Starzawa. Vivió en Cracovia hasta 1839.
En 1839 se mudó a Moscú y trabajó como Profesor de Dibujo de la Facultad de Matemáticas en la Universidad Estatal de Moscú; posición que mantuvo hasta 1844. S traslado después a Varsovia, donde se convirtió en Profesor de la Escuela de Bellas Artes en 1846. Trabajó en ese puesto hasta 1864 y enseñó a una generación de jóvenes artistas; incluyendo a Władysław Czachórski, Józef Brodowski, Franciszek Kostrzewski, Pantaleon Szyndler y Alfred Kowalski. Estuvo en Varsovia hasta 1871, después se retiró a Kielce.
Fue uno de los cofundadores del Towarzystwo Zachęty do Sztuk Pięknych, una sociedad de apreciación del arte que estableció posteriormente el museo conocido como Zachęta. Sus pinturas religiosas se pueden encontrar en iglesias de Szczebrzeszyn, Lisów y Łęczyca.